# ダン・ジャンセン

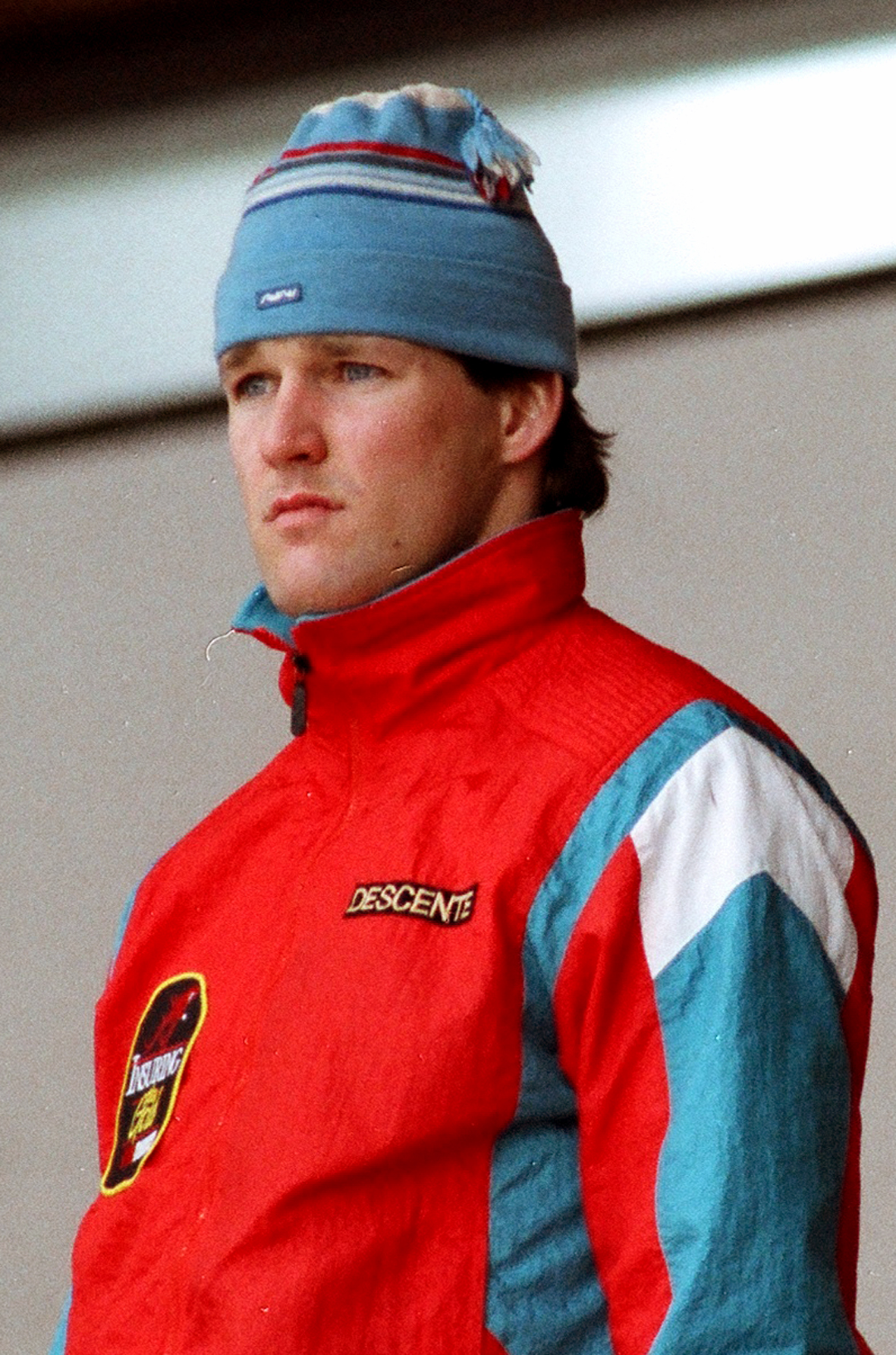

ダン・ジャンセン（Dan Jansen、1965年6月17日 - ）はアメリカの短距離スピードスケート選手である。
高い実力を誇り、長年冬季オリンピックでは金メダル最有力と目されながら、かつてメダルになかなか届かなかった悲劇の選手の一例として、しばしば名を挙げられることがあった。しかし最後の最後で念願の五輪金メダルをようやく獲得、スピードスケートの英雄としても大きな話題を呼んだ。

## 経歴

### オリンピックにおけるキャリア

#### 初出場
1984年のサラエボオリンピックでは、500mは4位入賞で惜しくもメダル獲得はならず、1000mは16位に終わった。

#### 悲運の人物
1988年カルガリーオリンピックでは500m、1000mの2種目で金メダルの最有力候補と言われていた。しかし、500mレース前日に実姉が白血病で死去。その姉の悲報を聞いたジャンセンは、精神的な動揺の影響からか、500mレースでは第1コーナー付近で転んでしまい途中棄権。数日後の1000mレースでも、600mをトップのラップタイムで通過しながら、残り200m付近のバックストレートで再びまさかの転倒棄権。両レース共に本来の力が全く出せず、記録無しに終わってしまった。彼のこの悲運は、世界中の人々の記憶に刻まれることとなった。

#### 雪辱を期して
1992年のアルベールビルオリンピックまでの4年間は大会で数度の優勝を重ね、当時の世界新記録を2度更新する。特に2度目の500m世界新は、アルベールビル大会のレース3週間前に記録されたものであり、好調を維持したままフランスに乗り込んだ。ところが前回のカルガリー五輪同様に、優勝候補の筆頭に挙げられていた500mではレース中にバランスを崩し4位入賞に留まり、1000mは26位と実力が出し切れず、4年前の屈辱を晴らすことはできなかった。

#### ラストチャンス
オリンピックの制度改革により2年前倒し開催となったリレハンメル大会は、既に28歳になっていたジャンセンにとってラストチャンスと思われていた。五輪の9ヶ月前に長女（姉と同じ名前「ジェーン」と名付けている）が生まれ父親となったジャンセンは、このオリンピックシーズンで彼はISUワールドカップで5度の優勝を果たし、500mでは35秒台を3度記録し好調を維持したままオリンピック本番を迎えた。しかし得意の500mではレース途中まで快調な滑りを見せていたにもかかわらず、最後の第2コーナーで思わず手を付いてしまうミスを犯し、スピードに乗れず8位入賞に終わり又してもメダルに届かなかった。

#### ついに悲願の金メダル
残されたレースは今季やや精彩を欠いていた1000mのみとなり、メダル獲得は厳しい状況に追い込まれた。しかも競技が始まると、第一組で滑った1000mを得意とするベラルーシのイーゴリ・ゼレゾフスキーがいきなりオリンピックレコードを記録。後続の誰もがこの記録を上回れない中ジャンセンの組を迎えた。もはや彼の金メダル獲得は誰の目にも絶望的かと思われた。ところがいざレースが始まると、今季の1000mでの不調がウソのように序盤から快調に飛ばし、600mを通過した時点でゼレゾフスキーのラップタイムを上回った。ジャンセンの悲運を知る観客席からは割れんばかりの歓声が沸き起こり彼を後押しした。しかし直後のカーブでまたしてもバランスを崩し手を付いてしまうミス。歓声は悲鳴に変わり、誰もがジャンセンの優勝はなくなったと感じた。
ところが同じミスをオリンピックで何度も犯したにもかかわらず最後まで諦めず完走した彼は、そこまでの貯金がものをいい、この土壇場で1分12秒43の世界新記録を樹立するという素晴らしいパフォーマンスを発揮して、ついに悲願のオリンピック金メダルを獲得した。表彰式では「オリンピックチャンピオン。ダン・ジャンセン」とコールされると、両こぶしを大きく突き上げながら表彰台に上がり、アメリカ国歌が流れるなか、星条旗の掲揚を涙を流しながら見つめる彼の姿はアメリカ国民のみならず、世界中の人々の感動を呼んだ。同年、ジェームスサリバン賞を受賞。

## 引退後
現在、彼は米NBCのスピードスケート解説者を務め、また亡くなった姉を記念し設立した、白血病克服のためのダン・ジャンセン財団を運営している。一方で金メダルを獲得し、実業家としても成功したジャンセンは多忙から家族とすれ違いが多くなり、2006年にはロビンと離婚している。

## 主な成績
- 彼は世界記録を8回更新した。
- サラエボオリンピック
  - 500m　4位
  - 1,000m　16位
- カルガリーオリンピック
  - 500m　順位なし
  - 1,000m　順位なし
- アルベールビルオリンピック
  - 500m　4位
  - 1,000m　26位
- リレハンメルオリンピック
  - 500m　8位
  - 1,000m　金メダル

### 自己ベスト
- 500m　   35秒76
- 1,000m　1分12秒43
- 1,500m　1分55秒62
- 3,000m　4分25秒63
- 5,000m　7分50秒22